# Józef Kutin
Józef Kutin, ps. „Antoine”, „Pepe” (ur. 17 października 1911 w Równem, zm. 1995) – polski polityk, inżynier oraz dyplomata, uczestnik wojny domowej w Hiszpanii i II wojny światowej w stopniu podpułkownika, więzień obozów koncentracyjnych, funkcjonariusz organów bezpieczeństwa PRL. Podsekretarz stanu w Ministerstwie Handlu Zagranicznego (1949, 1958–1968) i Ministerstwie Handlu Wewnętrznego (1949–1958).

## Życiorys
Syn Adriana i Zofii. W latach 1929–1931 studiował w Instytucie Elektrotechnicznym w Tuluzie, po czym do 1936 był inżynierem we francuskich Zakładach Konstrukcji Linii Elektrycznych „Philips”. W 1931 wstąpił do Francuskiej Partii Komunistycznej, od 1934 do 1936 był jej funkcjonariuszem. W latach 1936–1939 walczył w hiszpańskiej wojnie domowej. Doszedł do stopnia majora (szefa sztabu dywizji), był delegatem Brygad Międzynarodowych do Komisji Rozbrojeniowej w Genewie.
W 1939 jako bezpaństwowy powołany do armii francuskiej. W 1941 skierowany przez FPK do Lyonu, gdzie w stopniu podpułkownika zajął się organizowaniem oddziałów partyzantki miejskiej wśród emigracji (m.in. współtworzył bataliony „Carmagnole” i „Liberté”). W grudniu 1943 aresztowany przez Gestapo, po sześciu miesiącach deportowany do obozów w Oświęcimiu i następnie Mauthausen.
Po oswobodzeniu w 1945 wstąpił do Polskiej Partii Robotniczej, przekształconej w 1948 w Polską Zjednoczoną Partię Robotniczą; od 1945 do 1947 był funkcjonariuszem PPR we Francji. W latach 1947–1949 attaché techniczny w ramach Attachatu Handlowego przy ambasadzie RP w Paryżu. Równocześnie od listopada 1945 był rezydentem Ministerstwa Bezpieczeństwa Publicznego we Francji. Od lipca 1947 do marca 1949 niejawny naczelnik wydziału w ramach Departamentu VII MBP (wywiad zagraniczny), w marcu 1949 został dyrektorem tego departamentu. Był zamieszany w aferę Tatara-Utnika-Nowickiego, m.in. kilkukrotnie przyjął część funduszy od generała Stanisława Tatara.
W 1949 powrócił do Polski. Od marca do października 1949 pozostawał podsekretarzem stanu w Ministerstwie Handlu Zagranicznego. Pełnił następnie tę funkcję w Ministerstwie Handlu Wewnętrznego (październik 1949 – marzec 1958) i ponownie MHZ (marzec 1958 – marzec 1968). W marcu 1968 został wykluczony z PZPR w związku z zarzutami nieprawidłowości finansowych i szkodliwej działalności w handlu zagranicznym. Miał później zostać zatrudniony w Zakładach Ceramiki Radiowej. W 1971 wyjechał z rodziną do Francji i odmówił powrotu do kraju, został zatrudniony jako inżynier chemik. W tym kraju był poddawany obserwacji wywiadu cywilnego PRL.

## Odznaczenia
W 1945 odznaczony francuskim Krzyżem Wojennym, a w 1946 Orderem Krzyża Grunwaldu II klasy w uznaniu bohaterskich zasług ochotników polskich w bojach z niemieckim faszyzmem na polach Hiszpanii w 1936-1939 r. o Polskę Demokratyczną.